# Distrito de Keszthely
El distrito de Keszthely (húngaro: Keszthelyi járás) es un distrito húngaro perteneciente al condado de Zala.
En 2013 tiene 49 384 habitantes. Su capital es Keszthely.

## Municipios
El distrito tiene 2 ciudades (en negrita), 2 pueblos mayores (en cursiva) y 26 pueblos
(población a 1 de enero de 2013):
- Alsópáhok (1360)
- Balatongyörök (1021)
- Bókaháza (286)
- Cserszegtomaj (2792)
- Dióskál (474)
- Egeraracsa (310)
- Esztergályhorváti (454)
- Felsőpáhok (635)
- Gétye (117)
- Gyenesdiás (3568)
- Hévíz (4663)
- Karmacs (822)
- Keszthely (20 382) – la capital
- Ligetfalva (56)
- Nemesbük (681)
- Rezi (1184)
- Sármellék (1829)
- Szentgyörgyvár (298)
- Vállus (135)
- Várvölgy (1041)
- Vindornyafok (123)
- Vindornyalak (81)
- Vindornyaszőlős (327)
- Vonyarcvashegy (2178)
- Zalaapáti (1654)
- Zalacsány (970)
- Zalaköveskút (27)
- Zalaszántó (965)
- Zalaszentmárton (65)
- Zalavár (886)